# Chutzpah
Chutzpah (חֻצְפָּה) è una parola ebraica traducibile con "insolente", "impudente", "impertinente".
Sebbene la parola yiddish khutspe (חוצפּה) abbia una connotazione assai negativa, la forma adottata nell'inglese americano ha conosciuto uno slittamento semantico che le ha fatto acquisire anche accezioni positive, di “audacia", grazie all'uso che ne è stato fatto in ambito cinematografico, televisivo e letterario dalla diaspora giudeo-europea negli Stati Uniti. Ad esempio, può esprimere ammirazione per l'essere audacemente non conformista nel proprio campo, insieme a una particolare presunzione e arroganza nel mostrarsi come tale.
Uno degli esempi più semplici tra quelli che circolano sulla chutzpah è il seguente: "Un ragazzo viene processato per l'omicidio di entrambi i genitori e si appella alla bontà umana del giudice perché oramai orfano."
Parole imparentate in yiddish sono khotsef (חצוף) e khatsufe (חצופֿה), che significano, rispettivamente, "uomo impudente" e "donna impudente".